# Wiesthal
Wiesthal település Németországban, azon belül Bajorországban. Lakosainak száma 1238 fő (2023. december 31.). Wiesthal Frammersbach, Frammersbacher Forst, Partensteiner Forst, Partenstein, Neuhütten és Heinrichsthaler Forst községekkel határos.

## Népesség
A település népessége az elmúlt években az alábbi módon változott:
| Lakosok száma | 614  | 951  | 1375 | 1360 | 1352 | 1343 | 1323 | 1298 | 1242 | 1238 |
|               | 1875 | 1950 | 1970 | 2011 | 2013 | 2014 | 2016 | 2019 | 2021 | 2023 |